# Michelle Nicastro
Michelle Nicastro (* 31. März 1960 in Washington, D.C.; † 4. November 2010 in Los Angeles) war eine US-amerikanische Filmschauspielerin und Musicaldarstellerin.

## Leben
Michelle Nicastro war zunächst als Musicaldarstellerin tätig, ab 1984 folgten die ersten Einsätze in Fernsehserien und wenigen Filmen. 1989 bis 1990 spielte sie die Sängerin Sasha Schmidt in der Seifenoper California Clan. Beim Zeichentrickfilm Die Schwanenprinzessin lieh sie der Figur Prinzessin Odette ihre Stimme. Im selben Jahr veröffentlichte sie ein Album mit Musicaolgel-Melodien, dem noch zwei weitere folgten.
Sie starb 2010 an Krebs.

## Filmografie (Auswahl)
- 1984: Airwolf (Fernsehserie, eine Folge)
- 1984: Suzanne Pleshette Is Maggie Briggs (Fernsehserie, eine Folge)
- 1984: Body Rock
- 1984: Mode, Models und Intrigen (Cover Up, Fernsehserie, eine Folge)
- 1985: Charles in Charge (Fernsehserie, eine Folge)
- 1985: Wer ist hier der Boß? (Who’s the Boss?, Fernsehserie, eine Folge)
- 1985: Knight Rider (Fernsehserie, eine Folge)
- 1986: Bad Guys – Brutaler als die Polizei erlaubt (Bad Guys)
- 1986: Mord ist ihr Hobby (Murder, She Wrote, Fernsehserie, eine Folge)
- 1986–1990: California Clan (Santa Barbara, Fernsehserie, 82 Folgen)
- 1987: Simon und Simon (Simon & Simon, Fernsehserie, eine Folge)
- 1987: Zeit der Sehnsucht (Days of Our Lives, Fernsehserie, eine Folge)
- 1987: Full House (Fernsehserie, eine Folge)
- 1988: It’s Garry Shandling's Show (Fernsehserie, eine Folge)
- 1989: Harry und Sally (When Harry Met Sally...)
- 1989: Reich des Friedens (A Peaceable Kingdom, Fernsehserie, Pilot)
- 1989: Lassie (The New Lassie, Fernsehserie, eine Folge)
- 1989: Polizeibericht (Dragnet, Fernsehserie, eine Folge)
- 1992: Beverly Hills, 90210 (Fernsehserie, eine Folge)
- 1992: Mord ohne Spuren (Bodies of Evidence, Fernsehserie, eine Folge)
- 1993: Die Abenteuer des jungen Indiana Jones (The Young Indiana Jones Chronicles, Fernsehserie, eine Folge)
- 1994: Hart aber herzlich: Dem Täter auf der Spur (Crimes of the Hart, Fernsehfilm)
- 1994: Die Schwanenprinzessin (The Swan Princess, Zeichentrickfilm)
- 1996: Überflieger (Wings, Fernsehserie, eine Folge)
- 1996: Mit Herz und Scherz (Coach, Fernsehserie, eine Folge)
- 1996: Die Schwanenprinzessin und das Geheimnis des Schlosses (The Swan Princess: Escape from Castle Mountain, Zeichentrickfilm)
- 1997: Johnny Bravo (Zeichentrickserie, eine Folge)
- 1997: Duckman: Private Dick/Family Man (Zeichentrickserie, eine Folge)
- 1997: Die Biber Brüder (The Angry Beavers, Zeichentrickserie, eine Folge)
- 1997: Ein Vater zum Küssen (The Tony Danza Show, Fernsehserie, eine Folge)
- 1997: Xena – Die Kriegerprinzessin (Xena: Warrior Princess, Fernsehserie, eine Folge)
- 1998: Die Schwanenprinzessin und das verzauberte Königreich (The Swan Princess: The Mystery of the Enchanted Treasure, Kurzfilm, Zeichentrick)
- 1999: Rugrats (Zeichentrickserie, eine Folge)

## Diskografie
- 1994: Toonful
- 1995: Toonful, Too
- 1997: On My Own